# Хощувка-Дембська
Хощувка-Дембська (пол. Choszczówka Dębska) — село в Польщі, у гміні Дембе-Вельке Мінського повіту Мазовецького воєводства.
Населення — 100 осіб (2011).
У 1975-1998 роках село належало до Седлецького воєводства.

## Демографія
Демографічна структура станом на 31 березня 2011 року:
|          | Загалом | Допрацездатний вік | Працездатний вік | Постпрацездатний вік |
| -------- | ------- | ------------------ | ---------------- | -------------------- |
| Чоловіки | 51      | 8                  | 38               | 5                    |
| Жінки    | 49      | 8                  | 28               | 13                   |
| Разом    | 100     | 16                 | 66               | 18                   |